# Nepitia detractaria
Nepitia detractaria är en fjärilsart som beskrevs av Walker 1866. Nepitia detractaria ingår i släktet Nepitia och familjen mätare. Inga underarter finns listade i Catalogue of Life.